# Kim Jong-pil (Politiker)
Kim „J.P.“ Jong-pil (* 7. Januar 1926 in Buyeo-gun, Provinz Chōsen, Japanisches Kaiserreich; † 23. Juni 2018 in Seoul) war ein südkoreanischer Politiker.

## Biografie
Nach dem Besuch eines Gymnasiums in Gongju begann er ein Studium der Pädagogik an der Seoul National University, wechselte dann aber an die koreanische Militärakademie, die er 1949 als Offizier abschloss. Während des Koreakrieges von 1950 und 1953 wurde er zum Oberstleutnant befördert. Nach dem Machtverlust von Präsident Rhee Syng-man 1960 musste er wegen „Insubordination“ die Armee kurzzeitig verlassen.
Schließlich kehrte er in die Armee zurück und wurde zum Oberst befördert und war Gründer des berüchtigten Geheimdienstes Korean Central Intelligence Agency (KCIA). Als solcher spielte er 1961 bei dem Putsch seines Schwagers General Park Chung-hee eine führende Rolle und war dessen rechte Hand bis zu dessen Ermordung durch den damaligen Geheimdienstdirektor Kim Jae-gyu am 26. Oktober 1979. Während dieser Zeit nutzte er den KCIA zur Verhaftung und Folterung von Regimegegnern bis hin zu Mordversuchen an dem Oppositionspolitiker Kim Dae-jung wegen dessen Kritik an dem autokratischen Regime. Daneben wurde der Geheimdienst zur Ansammlung von Geldern zur Gründung eines Ein-Parteien-Staates unter der Führung von General Park genutzt. Kim Jong-pil selbst war zwar in den 1960er Jahren mehrfach in Skandale wie der Manipulation der Börse in Seoul oder dem Missbrauch von Wechselkursprivilegien verwickelt, wurde deswegen jedoch niemals angeklagt.
Am 4. Juni 1971 wurde er von Präsident Park Chung-hee als Nachfolger von Baek Du-jin erstmals Premierminister der Republik Korea. Dieses Amt hatte er bis zu seiner Ablösung durch Choi Kyu-ha am 19. Dezember 1975 inne.
Am 18. Mai 1980 wurde er in der turbulenten Periode nach der Ermordung von Park Chung-hee zusammen mit weiteren führenden Offizieren von dessen Militärdiktatur verhaftet, nachdem der neue Präsident, General Chun Doo-hwan, wegen Massendemonstrationen das Kriegsrecht verhängt hatte. Im Folgemonat gab General Chun bekannt, dass sich Kim zusammen mit neun weiteren Politikern und Militäroffizieren während der vorherigen Diktatur um zusammen annähernd 150 Millionen US-Dollar illegal bereichert hätte. Dies führte auch zu seinem Ausschluss aus der Regierungspartei Democratic Justice Party (DJP).
1987 kam es jedoch zu einem politischen Comeback. Bei den Präsidentschaftswahlen erhielt er als Vierter der Kandidaten 8 Prozent der Wählerstimmen. 1992 schloss er eine Koalition mit Kim Young-sam, nachdem dieser die Präsidentschaftswahlen gewonnen hatte. Allerdings kam es bereits ein Jahr darauf zu einem Zerwürfnis zwischen den beiden. In der Folgezeit gründete er die rechtsgerichtete United Liberal Democrats (자유민주연합), die bei den Parlamentswahlen 1996 50 Mandate errang.
1997 schloss er eine Allianz mit Kim Dae-jung, die nach ihrem Zustandekommen wegen der Gegnerschaft der beiden mit Argwohn betrachtet wurde. Kim Dae-jung war jedoch bewusst, dass er die Präsidentschaftswahlen nicht gewinnen könne, wenn er seine traditionelle politische Heimat in der früheren Provinz Jeolla-do im Südwesten des Landes (den heutigen Provinzen Jeollabuk-do und Jeollanam-do) nicht erweitern und die Wähler nicht davon überzeugen könne, dass er nicht mehr der radikale linke Demagoge wie in den vorangegangenen Militärregimen sei.
Am 3. März 1998 wurde er vom kurz zuvor gewählten Präsidenten Kim Dae-jung erneut zum Premierminister berufen.
Am 13. Januar 2000 folgte ihm Park Tae-joon als Premierminister. Bei den darauffolgenden Wahlen 13. April 2000 erzielte seine Partei United Liberal Democrats (ULD) 25,17 Prozent der Wählerstimmen und nur noch 25 Sitze. 2004 erklärte er seinen Rückzug aus dem politischen Leben, nachdem die ULD bei den Parlamentswahlen nur noch 4 Sitze erzielt hatte.